# Андерсон, Карен
Ка́рен Кру́зи А́ндерсон
(англ. Karen Kruse Anderson, урождённая Джун Милличамп Крузи (англ. June Millichamp Kruse);
16 сентября 1932, Эрлангер (Кентукки) — 17 марта 2018) — американская писательница, жена и соавтор писателя-фантаста Пола Андерсона, тёща писателя-фантаста Грега Бира.

## Биография
Джун Милличамп Крузи родилась 16 сентября 1932 года в городе Эрлангер, штат Кентукки, США.
В 1953 году вышла замуж за Пола Андерсона. Их дочь, Астрид (сейчас замужем за писателем-фантастом Грегом Биром), родилась в 1954 году.
Возможно, она была первой, кто умышленно использовал в печати слово «filk» в 1953 году.
Роберт Хайнлайн посвятил ей свой роман «Фрайди».

## Избранная библиография

### Короли Иса
- 1986 — «Девять королев» (англ. Roma Mater) — в соавторстве с Полом Андерсоном
- 1987 — «Галльские ведьмы» (англ. Gallicenae) — в соавторстве с Полом Андерсоном
- 1987 — «Дахут, дочь короля» (англ. Dahut) — в соавторстве с Полом Андерсоном
- 1988 — «Собака и волк» (англ. The Dog and the Wolf) — в соавторстве с Полом Андерсоном

### Последний викинг
- 1980 — «Золотой рог» (англ. The Golden Horn) — в соавторстве с Полом Андерсоном
- 1980 — «Дорога морского коня» (англ. The Road of the Sea Horse) — в соавторстве с Полом Андерсоном
- 1980 — «Знак ворона» (англ. The Sign of the Raven) — в соавторстве с Полом Андерсоном

### Сборники
- 1984 — «Торговля единорогом» (англ. The Unicorn Trade) — в соавторстве с Полом Андерсоном
- 2016 — «Золотой век научной фантастики — Том XV» (англ. The Golden Age of Science Fiction – Volume XV) — с Полом Андерсоном, Беном Бова, Робертом Силвербергом, Клиффордом Саймаком, Эндо Биндером, Э. Э. Смитом, Джеромом Биксби, Эвелин Смит[англ.] и Ф. Л. Уолласом[англ.] (рассказ «Пегий гиппогриф»)

### Рассказы
- 1962 — «Пейзаж со сфинксами» (англ. Landscape with Sphinxes)
- 1962 — «Пегий гиппогриф» (англ. The Piebald Hippogriff)
- 1962 — «Шесть хайку» (англ. Six Haiku)
- 1963 — «Тартесский договор» (англ. Treaty in Tartessos)
- 1971 — «Пир богов» (англ. A Feast for the Gods) — в соавторстве с Полом Андерсоном
- 1976 — «Котёнок» (англ. The Kitten) — в соавторстве с Полом Андерсоном